# Gymnogobius isaza
Gymnogobius isaza és una espècie de peix de la família dels gòbids i de l'ordre dels perciformes.

## Morfologia
- Els mascles poden assolir 7 cm de longitud total.[4][5]

## Reproducció
Té lloc a la primavera i els mascles tenen cura dels ous dipositats en un niu.

## Depredadors
És depredat per la perca americana (Micropterus salmoides).

## Hàbitat
És un peix d'aigua dolça, de clima temperat i pelàgic.

## Distribució geogràfica
Es troba al Japó: és una espècie de peix endèmica del llac Biwa que ha estat introduït als llacs Kasumigaura i Sagami.

## Observacions
És inofensiu per als humans.